# Villa Adele (Anzio)
Villa Adele è un edificio sito nel comune di Anzio in Via di Villa Adele.

## Storia
Il pontefice Clemente VIII nel 1594 volle risollevare Anzio dalla miseria mediante un ambizioso programma di sviluppo che comprendeva la creazione di un porto per incentivare il commercio, nuove fabbriche. Diede inoltre l'incarico al Monsignor Bortolomeo Cesi che scelse un bel poggio in vista del mare per realizzare la prima villa nel Paese, sullo stile vignolesco di famiglia. Ampliò in seguito il parco con l'acquisto di nuovi terreni. Alla sua morte le proprietà passarono a Federico marchese di Montecelio e primo duca di Acquasparta, padre di Federico II, l'illustre fondatore dell'Accademia dei Lincei; attratto dal clima, cercò di insediare nella villa un giardino botanico, ma non riuscì mai a terminare l’opera. La sua eredità passò a Giovan Federico Cesi III, il quale ebbe l'incombenza di regolarizzare i debiti dell'amministrazione paterna ma vendette la proprietà a Camillo Pamphilj per 4000 scudi. La villa venne chiamata Casino pamphiljano di Capo d'Anzio; la famiglia Pamphilj tentò di risollevare il paese per molti anni ma non portò mai a termine il compito, sottolineando che tutti i tesori artistici ritrovati durante i lavori nel porto neroniano fossero conservati a Roma nella villa Pamphilj-Bel Respiro (come le famose statue in marmo nero di Giove ed Esculapio, ora ai Musei Capitolini).
Tutte le proprietà dei Pamphilj furono ereditate nel 1834 da Francesco Borghese-Aldobrandini, che chiamò la Villa di Anzio "Adele" in onore della sua sposa. La donna apparteneva alla famiglia dei de la Rochefoucauld, nata in carcere e affidata ad una nutrice. Napoleone s'interessò di lei facendola educare nel Collegio di St. Cyr, la scuola di casa reale, ed eleggendola donna di corte dell'imperatrice Giuseppina. Adele, rimasta vedova nel 1839, si dedicò totalmente a opere di beneficenza, aprendo scuole popolari rette da suore francesi della Carità o della Croce.
La villa fu concessa in locazione ai sigg. Luigi Montobbio e G.B. Chevillet; poi in enfiteusi a Camillo Aldobrandini, per poi passare alla famiglia Borghese: Marcantonio V Borghese, Paolo Borghese, Francesco Borghese ed infine Giuseppe Borghese. In questi anni vennero effettuati notevoli lavori sia di ristrutturazione che di ampliamento della proprietà, infatti venne costruita la Sala delle Conchiglie, gioiello di arte liberty nonché molte opere eseguite dal pittore Costantino Ragghianti.
La villa passò poi alla Banca d'Italia e dopo dieci anni fu acquistata dalla Segreteria Generale dei Fasci all'Estero. Sarà chiamata Villa Pia sotto la Santa Sede attraverso la "Pontificia Opera Assistenza", voluta dal Mons. Baldelli che vi ospitò i profughi della Libia.
Il 30 luglio 1949, con un atto di acquisto redatto dal notaio Severino Urbani, la Villa passò alla Società Fondiaria Antium S.p.a., quindi al comune di Anzio il 5 agosto del 1964 per essere destinata a scuola elementare ed a parco pubblico.
Nella villa hanno sede vari uffici del comune di Anzio, il Museo dello Sbarco Alleato e la biblioteca comunale. Ospita esposizioni, mostre, convegni, spettacoli. Nel parco sottostante è presente il comando dei Vigili Urbani e all'entrata a valle una postazione dei carabinieri per salvaguardare la tranquillità del luogo, in passato teatro di vandalismi e sparizioni delle opere d'arte che abbellivano i viali.